# Gracilinanus
Gracilinanus és un gènere de didèlfids de la família dels didèlfids. Fou separat del gènere Marmosa el 1989 i des d'aleshores se li han retirat les espècies del gènere Cryptonanus. Conté les espècies següents:
- Marmosa de Bolívia (Gracilinanus aceramarcae)
- Marmosa àgil (Gracilinanus agilis)
- Marmosa dríade (Gracilinanus dryas)
- Marmosa de Surinam (Gracilinanus emiliae)
- Marmosa andina veneçolana (Gracilinanus marica)
- Marmosa de peus petits (Gracilinanus microtarsus)